# Diexis varentzovi
Diexis varentzovi är en insektsart som beskrevs av Zubovski 1899. Diexis varentzovi ingår i släktet Diexis och familjen gräshoppor.

## Underarter
Arten delas in i följande underarter:
- D. v. varentzovi
- D. v. affinis
- D. v. probus
- D. v. salsolae